# 亀井茜風
亀井 茜風（かめい せんふう、2001年6月12日 - ）は、ジャパンラグビーリーグワン東芝ブレイブルーパス東京に所属するラグビー選手。

## プロフィール
- 長崎県出身[1]。
- ポジションはロック(LO)。
- 身長: 193 cm、体重: 110 kg
- 弟の秋穂もラグビー選手。
- U17日本代表に選ばれたことがある[2]。

## 略歴
小学4年生からラグビーを始めた。
2020年、長崎北陽台高校卒業後、明治大学に入る。なお長崎北陽台高校時代、副将を務めて、高校日本代表に選ばれたことがある。
2024年、アーリーエントリーで東芝ブレイブルーパス東京に加入。